# Бовменс-Еддішен (Меріленд)
Бовменс-Еддішен (англ. Bowmans Addition) — переписна місцевість (CDP) в США, в окрузі Аллегені штату Меріленд. Населення — 584 особи (2020).

## Географія
Бовменс-Еддішен розташований за координатами 39°41′15″ пн. ш. 78°45′15″ зх. д. / 39.68750° пн. ш. 78.75417° зх. д. (39.687572, -78.754039).  За даними Бюро перепису населення США в 2010 році переписна місцевість мала площу 2,55 км², уся площа — суходіл.

## Демографія
Згідно з переписом 2010 року, у переписній місцевості мешкало 627 осіб у 246 домогосподарствах у складі 179 родин. Густота населення становила 246 осіб/км².  Було 263 помешкання (103/км²).
Расовий склад населення:
| - 98,6 % — білих - 0,5 % — чорних або афроамериканців |

До двох чи більше рас належало 0,8 %. Частка іспаномовних становила 0,0 % від усіх жителів.
За віковим діапазоном населення розподілялося таким чином: 23,0 % — особи молодші 18 років, 62,6 % — особи у віці 18—64 років, 14,4 % — особи у віці 65 років та старші. Медіана віку мешканця становила 42,1 року. На 100 осіб жіночої статі у переписній місцевості припадало 111,1 чоловіків;  на 100 жінок у віці від 18 років та старших — 104,7 чоловіків також старших 18 років.
Середній дохід на одне домашнє господарство  становив 52 840 доларів США (медіана — 37 604), а середній дохід на одну сім'ю — 56 288 доларів (медіана — 37 917). За межею бідності перебувало 25,7 % осіб, у тому числі 37,3 % дітей у віці до 18 років та 0,0 % осіб у віці 65 років та старших.
Цивільне працевлаштоване населення становило 197 осіб. Основні галузі зайнятості: освіта, охорона здоров'я та соціальна допомога — 32,5 %, роздрібна торгівля — 15,2 %, науковці, спеціалісти, менеджери — 15,2 %.